# Tavon Austin
Tavon Austin (Baltimore, Maryland, Estados Unidos, 15 de marzo de 1991) es un jugador profesional de fútbol americano de la National Football League que juega en el equipo Jacksonville Jaguars, en la posición de Wide receiver con el número 7.

## Carrera deportiva
Tavon Austin proviene de la Universidad de Virginia Occidental y fue elegido en el Draft de la NFL de 2013, en la ronda número 1 con el puesto número 8 por el equipo St. Louis Rams.
Actualmente se encuentra en activo como jugador de los Dallas Cowboys.

## Estadísticas generales
| Yardas | Touchdowns | Recepciones | Promedio |
| 10     | 5          | 44          | 9.7      |